# Sanco prerus
Înainte de aparitia păsărilor, reptilele erau singurele animale cu coloană vertebrală ce s-au ridicat de la sol. La început reptilele planau folosind solzi specializați sau membrane de piele pentru a le amortiza căderea când săreau din copac in copac. Totuși, la sfârșitul triasicului a apărut un grup de nou de reptile zburătoare, dotate cu aripi actionate de mușchi. Aceștia erau pterozaurii, reptile a căror existență a durat aproape 150 de milioane de ani, lăsând în urma lor numeroase fosile. Pterozaurii se împart in două mari grupuri: ramphornycoizii și pterodactiloizii.

## Rhampornycoizii
Rhampornycoizii erau pterozauri ce prezentau o coadă lungă. Aceștia au fost primele reptile capabile sa zboare cu adevărat. Au fost primii pterozari, apărând în Triasicul Superior și raspandindu-se in timpul jurasicului. Asemeni pterodactiloizilor, care i-au inlocuit in cele din urmă aveau aripi de piele, dar aveau și trăsături primitive, cum ar fi dinții foarte ascuțiți și coada lunga și subțire, terminată cu o formațiune in formă de romb. Mulți dintre ei se hrăneau cu pește, pescuind probabil din zbor. Ceilalti erau insectivori.

## Pterodactiloizii
Pterodactiloizii erau o grupă de pterozauri foarte răspândită în Jurasicul Superior. Până la începutul Cretacicului, pterozaurii cu coada lungă dispăruseră, pterodactiloizii rămânând singurele reptile zburătoare. Aceștia aveau coada scurtă, iar unii erau împodobiți cu creste osoase. Unele specii nu erau mai mari decât un pinguin, dar altele erau cele mai mari animale zburătoare care au existat vreodată pe Pămant. Un exemplu este Quetzalcoatlus, un pterozaur ce avea anvergura aripilor de 15 metri, iar în traducere din latină însemnând șarpe cu aripi, deoarece corpul său era foarte îngust și lung. Un altul era Arambourgiana o anvergură de 13 metri.

## Dilema pterozaurilor
O dilemă în cazul pterozaurilor este prezența sângelui cald în organismul lor, lucru ce îi deosebește de reptilele din zilele noastre( posibil și de dinozauri). Forma ciocurilor precum și rămășițele fosilizate arată că pterozaurii erau carnivori sau necrofagi, carnea fiind un aliment energetic. Pterozaurii giganți, cum ar fi Arambourgiana erau experți în planare, un mod mai eficient de zbor, care consuma mai puțină energie. Pterozaurii mici erau nevoiți să dea de mai multe ori din aripi, fapt pentru care consumau mai multă energie. De aceea palentologii cred că pterozaurii aveau sânge cald.

## Anatomia si paleobiologia pterozaurilor
Anatomia pterozarilor era mult modificata fata de cea a stramosilor reptilieni, fiind adaptata la necesitatile zborului. Oasele lor erau goale si umplute cu aer, ca cele ale pasarilor. Osul piptului se adaptase atasamentului muschilor pentru zbor, iar creierul devenise mai mare avand trasaturi speciale asociate cu zborul.